# Mary MacKillop
Mary MacKillop (Fitzroy, Victoria, Austrália, 15 de janeiro de 1842 - North Sydney, Austrália, 8 de agosto de 1909) foi uma freira católica australiana que, juntamente com o padre Julian Tenison Woods, fundou a Congregação das Irmãs de São José do Sagrado Coração. É a única australiana a ser beatificada (1995). Em 19 de dezembro de 2009, a Santa Sé anunciou o reconhecimento do segundo milagre atribuído a ela, e a sua canonização foi anunciada em 19 de fevereiro de 2010 e realizada em 17 de outubro de 2010. MacKillop tornou-se assim a primeira santa australiana, e num dos poucos santos a ter sido anteriormente excomungado pela Igreja Católica.

## Vida e ministério
Mary Helen MacKillop nasceu em Fitzroy, em 15 de janeiro de 1842. Foi batizada com seis semanas de idade. Seu pai, Alexander, era escocês e tinha sido educado no Colégio Escocês em Roma e na Faculdade Kincardineshire Blair, para o sacerdócio católico, mas desistiu aos 29 anos, pouco antes de sua ordenação. Ele imigrou para a Austrália e chegou a Sydney, em 1838. Sua mãe, Flora MacDonald, deixou a Escócia e chegou em Melbourne em 1840. Alexandre e Flora casaram-se em Melbourne em 14 de julho de 1840 e tiveram oito filhos: Maria (a mais velha), Margaret ("Maggie", 1843-1872), John (1845-1867), Annie (1848-1929), Alexandrina ("Lexie", de 1850-1882), Donald (1853-1925), Alick (que morreu aos 11 meses de idade) e Peter (1857-1878). Donald mais tarde se tornaria um padre jesuíta e trabalharia com os aborígenes no Território do Norte, e Lexie iria se tornar uma monja.
Maria foi educada em escolas privadas e por seu pai. Ela recebeu sua primeira comunhão no dia 15 de agosto de 1850, na idade de oito anos. Em fevereiro de 1851, Alexander MacKillop deixou sua família para trás, depois de ter hipotecado a fazenda e seus meios de subsistência e fez uma viagem à Escócia que durou aproximadamente 17 meses. Ao longo de sua vida, foi um pai e marido amorosos, mas nunca conseguiu fazer sucesso com sua fazenda. Ele foi ainda pior, como político ou em qualquer tipo de trabalho.
MacKillop começou a trabalhar na idade de 14 anos como escriturária em Melbourne e, posteriormente, como professora, em Portland. Para sustentar sua família carente, ela conseguiu um emprego como governanta. Passou a ensinar crianças. Isso a colocou em contato com o padre Woods, que era pároco no sudeste desde a sua ordenação sacerdotal em 1857, após completar seus estudos na Sevenhill.
Mais tarde, lecionou na escola de Portland e depois de abrir sua própria escola de embarque, Bay View House Seminário para Moças, agora Bayview College, em 1864, foi acompanhada pelo resto de sua família.

## Fundação de escola e ordem religiosa

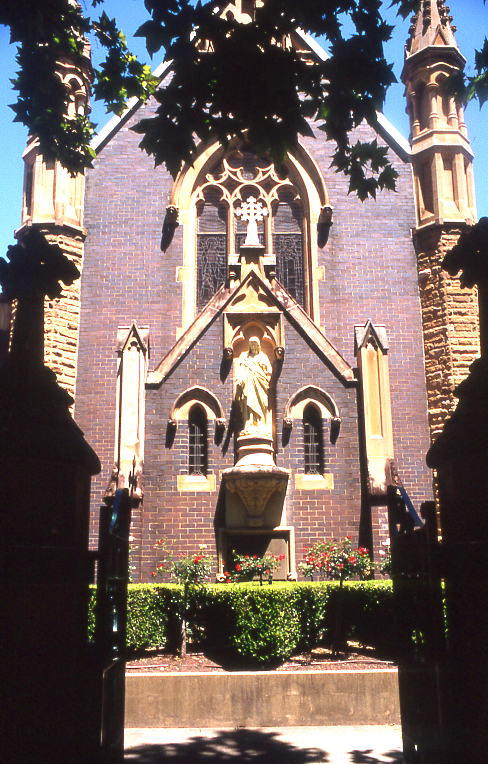
Capela de Mary McKillop em North Sydney, na Austrália.

Padre Woods era muito preocupado com a falta de educação e especialmente da educação católica no sul da Austrália. Em 1866, ele convidou MacKillop e suas irmãs Annie e Lexie para irem a Penola e abrir uma escola católica. Woods foi nomeado diretor de educação e se tornou o fundador, juntamente com Maria, da escola. Maria fez uma declaração de sua dedicação a Deus e começou a vestir de preto.
Em 1867, tornou-se MacKillop a primeira irmã e madre superiora da ordem recém-formada das Irmãs de São José do Sagrado Coração de Jesus, e se mudou para o novo convento em Grote Street, Adelaide. No mesmo ano, aos 25 anos, ela adotou o nome religioso Irmã Maria da Cruz. Em Adelaide, eles fundaram uma nova escola, a pedido do bispo, Laurence Boaventura Sheil. Dedicada à educação dos filhos dos pobres, foi a primeira ordem religiosa a ser fundada por uma australiana. As regras fora, feitas pelo Padre Woods e MacKillop enfatizando a pobreza e a disponibilidade de serviço. As regras foram aprovadas pelo bispo Sheil. Até o final de 1867, outras dez freiras tinham aderido às josefitas, que tinham adotado o hábito marrom (castanho). As freiras josefitas ficaram popularmente conhecidas como as "Joeys Browns".

## Excomunhão
Mary MacKillop e as irmãs da sua ordem sofreram represálias dos supervisores episcopais em 1871, quando ela denunciou o padre Patrick Keating, acusado de abuso sexual de crianças. O bispo Laurence Shiel tentou dissolver a sua ordem, e MacKillop foi excomungada quando não cumpriu as suas exigências. O padre Keating foi movido para a Irlanda, onde continuou a exercer o ministério. Alguns anos mais tarde, o bispo Shiel, às portas da morte e arrependido, anulou o castigo, mas a igreja só emitiu um pedido formal de desculpas às Irmãs de São José em 2009.

## Morte e canonização
MacKillop morreu em 8 de agosto de 1909 no convento josefita ao norte de Sydney. Ela foi sepultada no cemitério de Monte Gore, a poucos quilômetros da estrada do Pacífico do Norte de Sydney. Em 1914, seus restos mortais foram exumados e transferidos para uma capela em Mount Street, Sydney.
Em 1921, a Madre Superiora das Irmãs de São José, Madre Laurence, começou o processo para declarar MacKillop santa e Michael Kelly, arcebispo de Sydney, criou um tribunal para levar o processo adiante. Após vários anos de audiências, exame atento aos escritos de MacKillop e um atraso de 23 anos, a fase inicial das investigações foi concluída em 1973. Após investigações, a "virtude heróica" MacKillop foi declarada em 1992. Naquele mesmo ano, a Igreja afirmou que Veronica Hopson, aparentemente morrendo de leucemia em 1961, foi curada pela oração de intercessão a MacKillop. MacKillop foi beatificada em 19 de janeiro de 1995 pelo Papa João Paulo II.
Em 19 de dezembro de 2009, a Congregação para as Causas dos Santos publicou um decreto papal reconhecendo um segundo milagre, a cura completa e permanente de Kathleen Evans do pulmão inoperável e câncer de cérebro na década de 1990. Sua canonização foi anunciada em 19 de fevereiro de 2010 e posteriormente aconteceu a 17 de outubro de 2010. Isso a tornou no primeiro santo australiano.